# 왕웨이 (1992년)
왕웨이(중국어: 王玮, 병음: Wang Wei, 한자음: 왕위, 1992년 9월 23일 ~ )는 중화인민공화국의 바둑 기사이다. 상하이시 출신으로 중국기원 소속의 4단이다.

## 경력
상하이시에서 태어났다. 2006년 프로바둑에 입단했다. 2009년 4단으로 승단했다. 2019년 제4회 몽백합배 세계 바둑 오픈전 예선에서 장리요우와 양룬동, 룽이를 누르고 본선 64강에 진출했다. 본선 64강전과 32강전에서 구리와 장타오에게 각각 승리하여 본선 16강에 진출했지만 판팅위에게 져서 탈락했다.